# Rajastán
Rajastán, también Rayastán (en hindi: राजस्थान, romanizado: Rajasthan, literalmente, 'Tierra de Reyes'), es un estado de la República de la India. Su capital es Jaipur. Está ubicado al oeste del país, limitando al norte con Punyab, al noreste con Haryana y Uttar Pradesh, al este con Madhya Pradesh, al sur con Guyarat y al oeste con Pakistán. Con 342 239 km² es el estado más extenso y con 68 600 000 habitantes en 2011, el séptimo más poblado, por detrás de Uttar Pradesh, Maharastra, Bihar, Bengala Occidental y Madhya Pradesh y Tamil Nadu.
Destacan las ruinas de la civilización del valle del Indo, en Kalibanga, el asentamiento más antiguo descubierto en el subcontinente indio; los templos de Dilwara, un lugar de peregrinación jain en la única estación de montaña de Rajasthan, el monte Abu, en la antigua cordillera Aravalli; el parque nacional de Keoladeo, en el este, cerca de Bharatpur, un sitio Patrimonio de la Humanidad conocido por sus aves. Rajastán tiene también dos reservas nacionales de tigres, el parque nacional Ranthambore, en Sawai Madhopur, y la reserva de tigres Sariska, en Alwar.
El estado fue formado el 30 de marzo de 1949, cuando Rajputana —el nombre adoptado por el Raj británico para sus dependencias en la región— fue incorporado en el Dominio de la India. Su capital y ciudad más grande es Jaipur, también conocida como la ciudad rosa, que se encuentra en el lado oriental del estado. Otras ciudades importantes son Jodhpur, Udaipur, Kota, Ajmer, Bikaner, Bhilwara y Alwar. Rajastán está dividido en 33 distritos.
El clima es bastante seco excepto en la estación de los monzones que suele ser en los meses de julio y agosto.

## Historia
Rajastán fue conocida como Rashput (Rajput) o ‘reino de los rashput’, ya que estuvo gobernada por la clase de los rashput (rajput), término que en idioma sánscrito significa ‘hijos del rey’, siendo rash (rāja): ‘rey’ y putrá: ‘hijo’. Este clan inició su hegemonía en el siglo VI, estableciendo diversos reinos en Rajastán y en otros puntos del norte de la India.
Los rashputs resistieron las incursiones musulmanas en la India aunque algunos estados del rashput se convirtieron en dependientes del sultanato de Delhi y del Imperio mogol durante los momentos más álgidos de estos dos imperios.
Con la decadencia del imperio mogol en el siglo XVIII, Rashput sufrió continuos ataques por parte de los marathas que llegaron a capturar Ajmer. A principios del siglo XIX, los reyes rashput firmaron tratados con los británicos en los que aceptaban la soberanía del imperio europeo a cambio de una autonomía local y protección frente a los marathas.
Ajmer se convirtió en una provincia de la India británica mientras que el resto de los estados rashput quedaron organizados en la Agencia Rashputana.

## Distritos

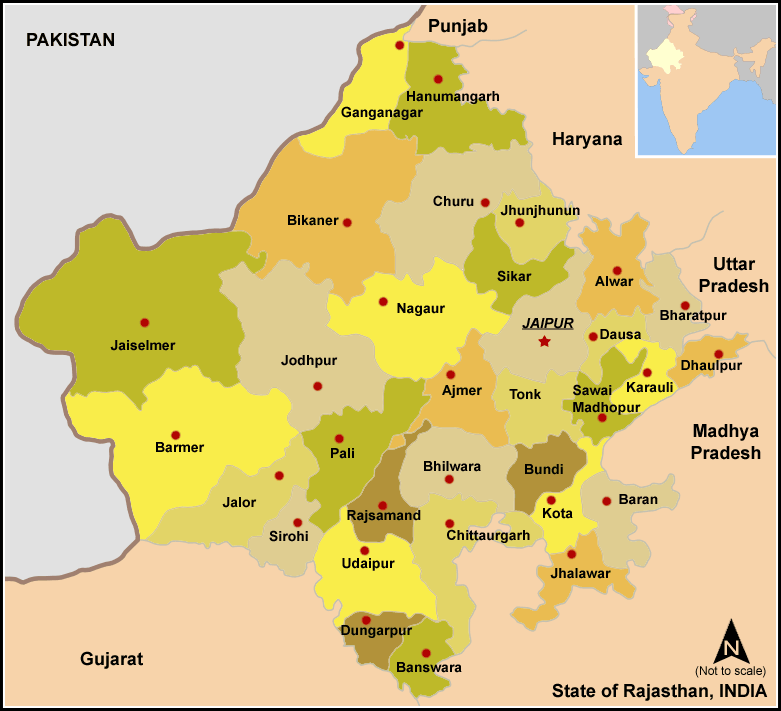
Distritos de Rajastán.

Rajastán se organiza en 32 distritos agrupados en siete divisiones:
- Ajmer: Ashmer, Bhilwara, Nagaur y Tonk.
- Bharatpur: Bharatpur, Dholpur, Karuali y Swai Madhopur.
- Bikaner: Bikaner, Churu, Hanumangarh y Sri Ganganagar.
- Jaipur: Alwar, Dausa, Sikar, Jaipur y Yunyunu (Jhunjhunu).
- Jodhpur: Barmer, Pali, Sirohi, Yaisalmer (Jaisalmer), Yalore (Jalor), Jodhpur
- Kota: Baran, Bundi, Kota y Yalauar (Jhalawar).
- Udaipur: Banswara, Chittorgarh, Dungarpur, Pratabgarh, Rash Samand (Rajsamand) y Udaipur.

## Ciudades importantes

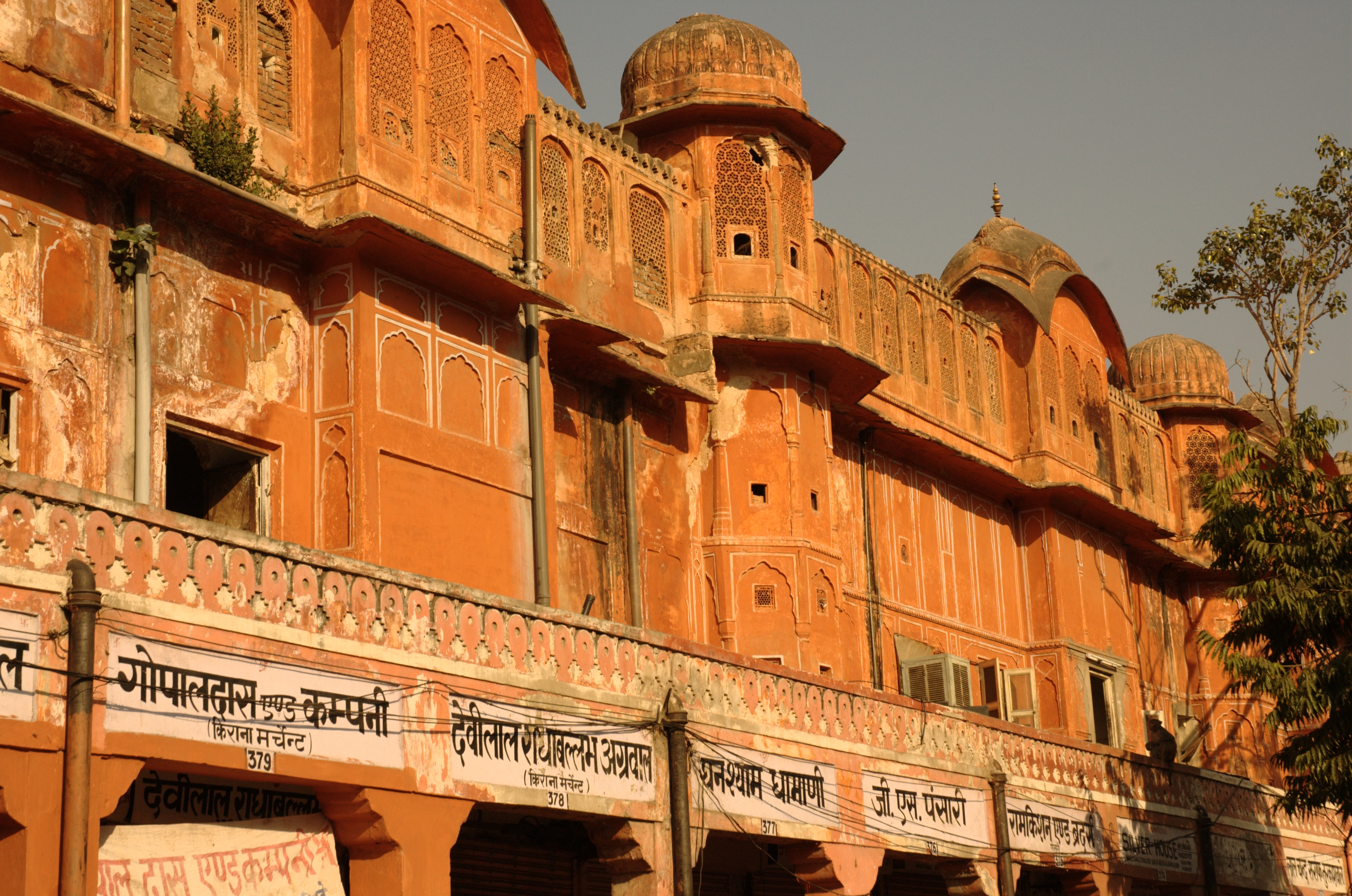
Yaipur (Jaipur).
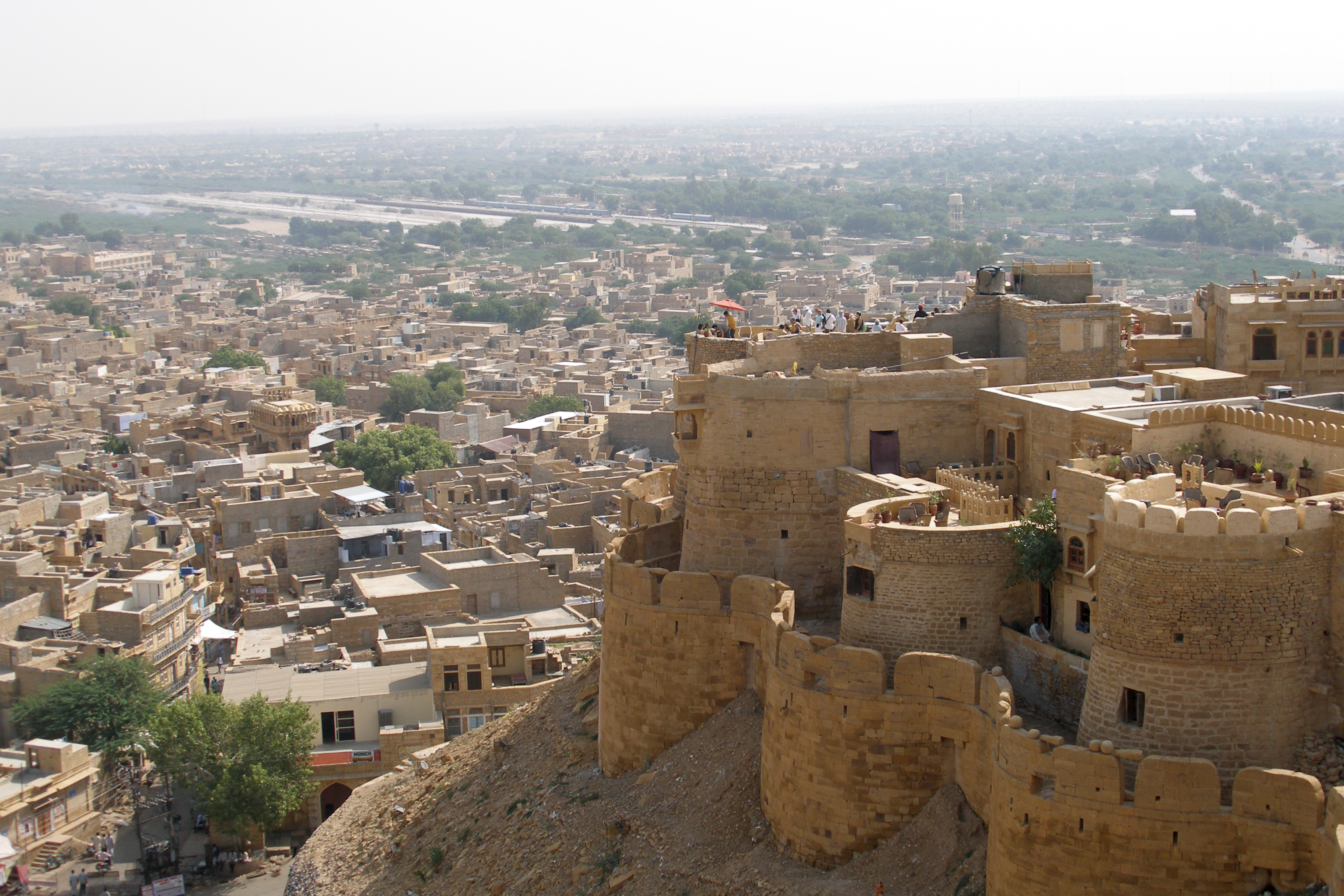
Yaisalmer (Jaisalmer).
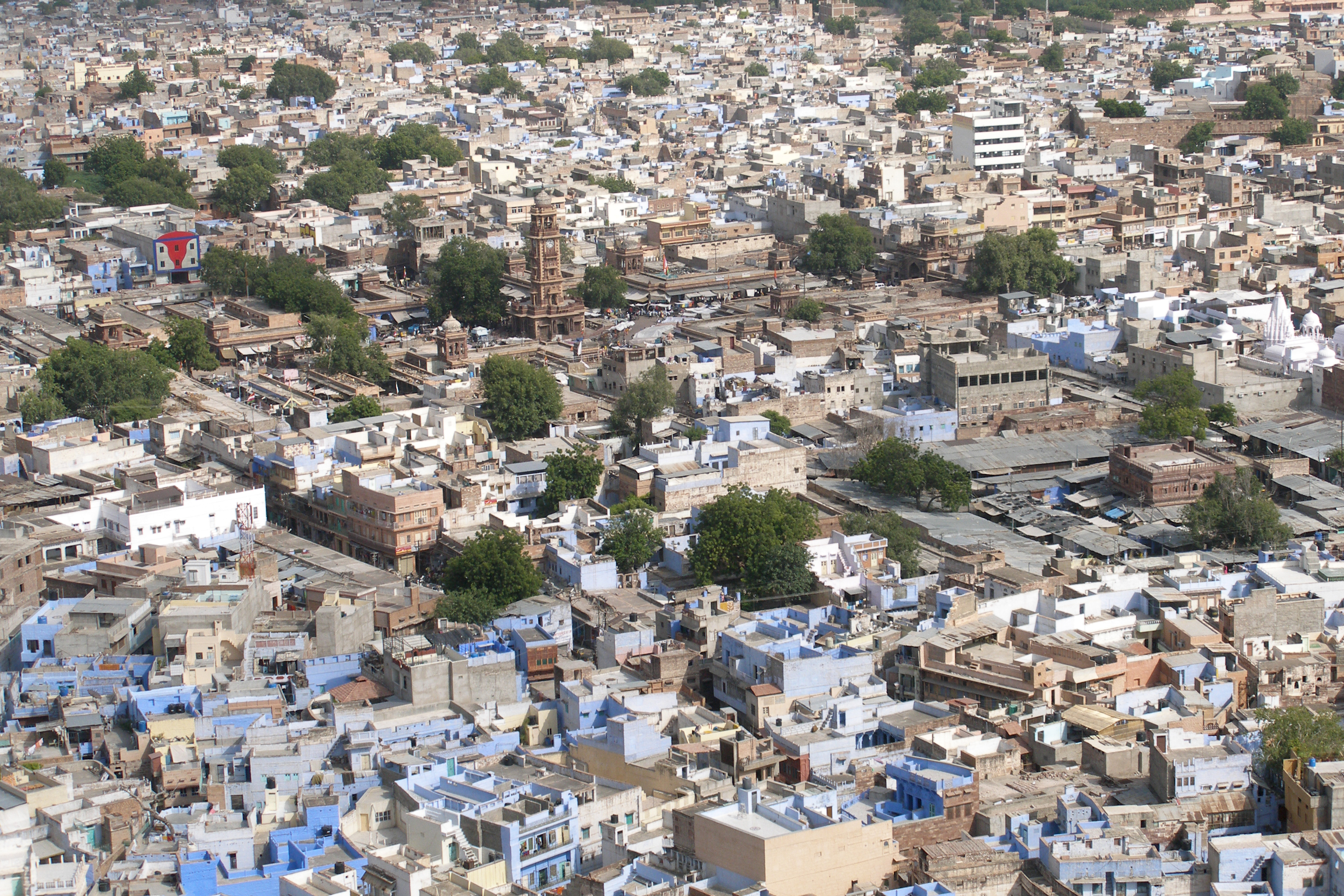
Yodpur (Jodhpur).
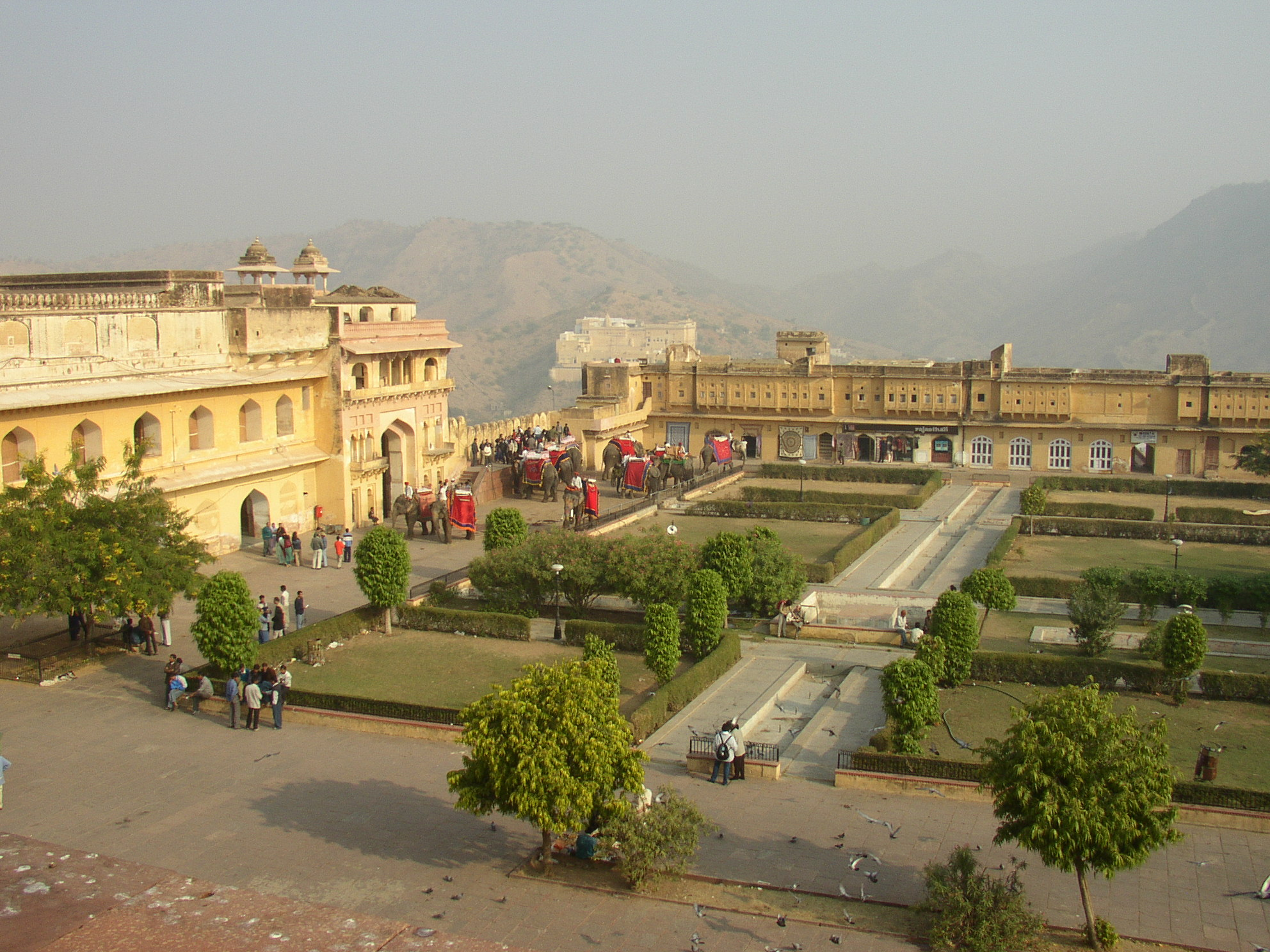
Amber
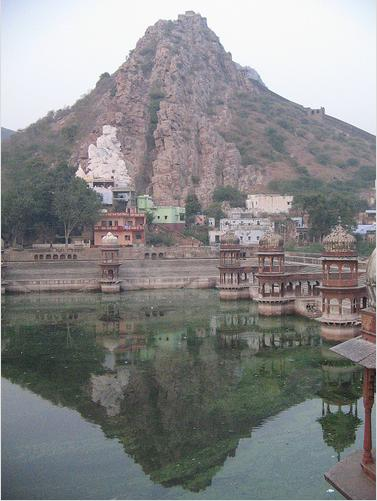
Alwar
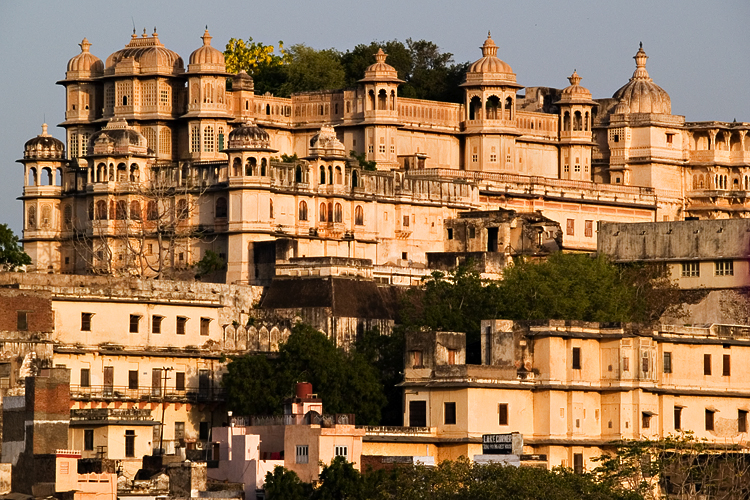
Udaipur